# Pedro Cardoso (cyclisme)
Pour les articles homonymes, voir Pedro Cardoso et Cardoso.
Pedro Cardoso (né le 12 avril 1974 à Barcelos) est un coureur cycliste portugais. Professionnel de 1995 à 2008, il s'est distingué sur les courses par étapes portugaises.

## Palmarès
- 2000
  - Tour des Terres de Santa Maria da Feira :
    - Classement général
    - 1re étape

  - Grand Prix Matosinhos :
    - Classement général
    - 3e étape
- 2001
  - Grand Prix Sport Noticias :
    - Classement général
    - 3e étape

  - 1re étape du Tour de Trás-os-Montes et Haut Douro
  - 3e du Tour de Trás-os-Montes et Haut Douro
- 2002
  - 3e étape du Grande Prémio do Minho
- 2003
  - 5e étape du Tour de l'Algarve
  - 3e du Tour de l'Algarve
- 2004
  - 3e et 4e étapes du Grand Prix international Mitsubishi MR Cortez
  - 3e du Grand Prix international Mitsubishi MR Cortez
- 2006
  - Grande Prémio do Minho :
    - Classement général
    - 2e étape

  - Grande Prémio Internacional Paredes Rota dos Móveis :
    - Classement général
    - 2e et 4e étapes
- 2007
  - Classement général du Grand Prix International CTT Correios de Portugal
  - 3e du championnat du Portugal sur route
- 2008
  - Grande Prémio Internacional Paredes Rota dos Móveis :
    - Classement général
    - 4e étape

## Résultat sur le Tour d'Espagne
- 2003 : 40e

## Classements mondiaux
| Année           | 2005 | 2006 | 2007 | 2008 |
| --------------- | ---- | ---- | ---- | ---- |
| UCI Europe Tour | 323e | 234e | 76e  | 167e |